# Batalla de Corinto
La batalla de Corinto fue un enfrentamiento militar entre la República romana y la ciudad-estado griega de Corinto y sus aliados de la Liga Aquea. Dicha batalla tuvo lugar en el año 146 a C. y con ella finalizó la guerra aquea. Sus consecuencias fueron la destrucción de la polis griega de Corinto, famosa por sus riquezas, y el dominio militar romano sobre Grecia.

## Consecuencias
Los romanos al mando de Lucio Mumio destruyeron Corinto tras un asedio. Ya dentro de la ciudad, Mumio mató a todos los hombres y vendió como esclavos a las mujeres y niños. A continuación, incendió la ciudad, por lo cual recibió el cognomen «Achaicus» como conquistador de la Liga Aquea.[cita requerida]
Aunque existe evidencia arqueológica de un pequeño grado de población en el lugar en los años posteriores, Julio César volvió a fundar la ciudad con el nombre de Colonia laus Iulia Corinthiensis en 44 a C., poco antes de su asesinato.
Con Grecia bajo el control de Roma, un nuevo capítulo se agregaba a la historia romana llamado la época grecorromana.

## En la cultura popular
- La batalla fue el evento central en la película de 1961 El Conquistador de Corinto.[9]